# Lauttajärvi (sjö i Kajanaland, lat 64,83, long 27,57)
Lauttajärvi är en sjö i Finland. Den ligger i kommunen Puolango i landskapet Kajanaland, i den centrala delen av landet, 500 km norr om huvudstaden Helsingfors. Lauttajärvi ligger 170,8 meter över havet. Den är 4,5 meter djup. Arean är 87 hektar och strandlinjen är 5 kilometer lång. Sjön  ingår i Kiminge älvs huvudavrinningsområde. 